# بي باتل بيرست
بي باتل برست (باليابانية: ベイブレードバースト، بالروماجي: Beiburēdo Bāsuto) (بالإنجليزية: Beyblade Burst)‏ هي سلسلة مانغا يابانية من تأليف هيرو موريتا، وهي مقتبسة من سلسلة بي بليد. نشرت المانغا من قبل شوغاكوكان في مجلة CoroCoro Comic في 4 أبريل عام 2016 حتى 21 ديسمبر عام 2019، وتكون من 14 مجلدًا. أنتجت إلى أنمي تلفزيوني من قبل استوديو أو إل إم، عرض الأنمي في 4 أبريل 2016.

## القصة
يحكي عن الفتى أوي فالت الذي كان شغوفا بلعبة البلابل وقد كان عقد وعدا لصديق له يدعى كوريناي شو بأنهما سيتنازلا في المنافسة النهائية والمنافسات الوطنية وقد مر فالت برحلة طويلة مليئة بالمغامرات وتعرف في رحلته على العديد من الأصدقاء منهم: شو ورانتارو وكين ودايغو وبفضل قوة الصداقة التي كانت معهم تمكنوا من التدرب وتحقيق ما يتمنونه ويمرون بالعديد من المشاكل والمطبات لكن بفضل إرادتهم القوية الواحدة وهي الفوز باللقب لم ييأسوا ولم يسيطر عليهم الملل بل جاهدوا وتعبوا ولم يعرفوا شيئا يسمى الاستسلام واسم الأنمي الحقيقي هو انفجار البيبليد واسم شهاب الحقيقي هو فالت وبلبله فالكيري وماهر اسمه الحقيقي هو شوكورناي وبلبله سبرغان.

## الشخصيات
شهاب / فالت اوي 
هو بطل المسلسل وهو يحب المغامرة وحماسي جدا ويحب الاكل جدا وهو متهور ولا يفكر فيما يفعل وبلبله من النوع الهجومي واسمه الشجاع المنتصر
سفيان
مرح عصبي ودائما يتشاجر مع شهاب بسبب اشياء تافهة واتخذه شهاب مدرب له لحكمته وعنده بلبل من النوع القدرة على الاحتمال اسمه خفاش النار
ماهر / شو كورناي
هادئ ومتواضع ولديه خبرة واسعة جدا من البلابل وهو يحب مساعدة شهاب كثيرا ليصل معه إلى النهائيات والمنافسات الوطنية ويمتلك بلبل قوي من النوع المزدوج اسمه اللهيب المستعر وهو أحد أسياد الدوران الاربعة وسيتحطم بلبله بعد نزال حماسي مع ضاري وسيقوم ضاري بالسخرية منه فسيسعى للأنتقام وسيستغل أحد الأمراء الأشرار هدا وسيعبث بذكرياته وسيصبح ماهر شريرا وسيهزم ضاري وسيحطم بلبله
زيدون
من النوع الذي لايري شخصيته لأحد لأنه وحيد بسبب مهنة والداه التي تتكون من عروض الدمى للأطفال الصغار وهو متوافق مع مهنة والديه المتنقلة من بلدة لأخرى وهو خجول وهادئ لديه طريقة عجيبة في التكلم لأنه يتكلم بالدمى عن طريق مهارة التكلم من البطن فهو يظن انه ليس بحاجة إلى اصدقاء باعتباره ان الدميتين صديقين له لكن شهاب أصبح صديقه بجلوسه بجانبه دائما لديه بلبل قوي من النوع الدفاعي اسمه الكلب المتوحش
دامر
شخصية من النوع الغامض هو هادئ لكن عندما يتكلم الجميع ينصت لأن لديه خبرة وهو ملم كذلك باسرار البلابل يحب مساعدة اصدقائه ومنهم شهاب لانه يريد ان يساعده على تحقيق حلمه ولديه بلبل قوي من النوع الهجومي اسمه المنجل الجارح
مجدي
شخصية من النوع المغرور والمتكبر وهو غني جدا ولكنه وفي جدا لاصدقاءه ويحب مساعدتهم كذلك وهو في بعض الاحيان طيب ولديه بلبل قوي ومتين من النوع الدفاعي اسمه التنين المدمر
صقر
شخصية قوية صديق لشهاب وماهر منذ الطفولة كما أنه ساعد ماهر على علاج إصابة كتفه بعلاج مؤقت كي يتمكن من استكمال مباراته ضد شهاب بلبله هو السيف القاطع الذي يعتبر من اقوى البلابل الهجومية وهو أحد أسياد الدوران الاربعة
سليمان
شخصية تتميز بالغموض نوعا ما يلقبونه الشبح أحد أفراد فريق صقر وهو مغرور قليلا لكنه طيب القلب بلبله هو الحصان الجامح من النوع الدفاعي
منصور
أحد أعضاء فريق صقر يتميز بتحليل حركات خصمه وتوقعها قبل حدوثها بلبله اللحاء المتجدد دفاعي النوع
وليد
وليد أحد أسياد الدوران الاربعة هذا إلى جانب كونه مغنيا مشهورا يتنكر أحيانا بهيئة اللاعب المقنع الغامض لديه بلبل من نوع الاحتمال هو البرق الصاعق وهو قوي جدا

## الأصوات العربية
- مهجة الشيخ - شهاب
- طارق المسكي - سفيان
- أحمد حجازي - ماهر
- رغدة الخطيب - ماجد
- حنين نشواتي-مجدي
- هبة شالاتي - دامر
- صابرين الورار - زيدون
- طالب الرفاعي - صقر
- ندى محفوض - سيف
- رزان الحبش - خلدون
- رشا بيدس - منصور
و
- مأمون الرفاعي
- عادل أبو حسون
- أسيمة يوسف - سليمان
- هبة سنوبر - وليد
- أميرة حذيفي - ضاري

## قائمة الحلقات
1. بداية الطريق
2. الغرور يقتل صاحبه
3. زيدون خصم عنيد وصديق جديد
4. إنشاء ناد للبلابل في المدرسة
5. أنا ودامر في نزال حاسم
6. التدريب القاسي والمهارة الجديدة
7. الهجوم السريع كسرعة البرق
8. قوة مجدي ونزال شهاب وسيف
9. نزال تدريبي أمام مجدي
10. ثق ببلبلك وتقدم إلى الأمام
11. إصابة ماهر
12. القوة الحقيقية للتنين المدمر
13. خلدون ضد ماهر
14. بداية النزال الحاسم
15. صراع قوي بين الشجاع واللهيب
16. تدريب خاص في منزل صقر
17. قوة السيف القاطع
18. التدريب من أجل نزال الفرقاء
19. سفيان ضد سليمان
20. منافسة زيدون الأخيرة
21. النزال التدريبي الأخيري
22. قوة الشجاع الكامنة
23. ضعف دامر
24. نزال الأصدقاء
25. اللاعب المقنع الغامض
26. عودة دامر إلى الصواب
27. معسكر التدريب: الحلبة ذات الأسنان
28. جبال وأنهار ومغامرة في العاصفة
29. الهدف هو الجائزة
30. الثعبان الطائر
31. في متحف البلابل
32. حلبة الإعصار
33. هجوم مفاجئ من صقر
34. زيدون صديقي يصبح خصمي
35. النزال الحاسم وتحديد الفائز
36. اللقاء المفاجئ
37. نهائيات معارك الفرقاء
38. لن نستسلم حتى النهاية
39. نهاية المباراة وتحديد الفائز
40. سأتابع ولن استسلم
41. خطة المخترع بارع
42. اكتشاف خطة بارع وخسارته ثانية
43. هجوم السرعة القصوى
44. نزال الوحوش المذهل
45. معركة ماهر ومجدي

## وصلات خارجية
- بي باتل برست على موقع IMDb (الإنجليزية)
- بي باتل برست على موقع نتفليكس (الإنجليزية)
- بي باتل برست على موقع كينوبويسك (الروسية)
- بي باتل برست على موقع ألو سيني (الفرنسية)
- بي باتل برست على موقع قاعدة بيانات الفيلم (الإنجليزية)
- بي باتل برست على موقع ANN anime (الإنجليزية)